# جاك أوبوشون
جاك أوبوشون (بالإنجليزية: Jacques Aubuchon)‏ مواليد 23 نوفمبر 1924 في فيتشبورغ - الوفاة 28 ديسمبر 1991 في كاليفورنيا، هو ممثل أمريكي بدأ مسيرته الفنية سنة 1953. امتدت مسيرته الفنية لأكثر من 36 عاما.

## أعماله
- ريمنغتون ستيل
- ذا والتونز
- هاواي فايف أو (مسلسل 1968)
- بيويتشد
- كولمبو (مسلسل تلفزيوني)
- هوجانز هيروز
- بيري ماسون (مسلسل)
- غان سموك

## روابط خارجية
- جاك أوبوشون على موقع IMDb (الإنجليزية)
- جاك أوبوشون على موقع ألو سيني (الفرنسية)
- جاك أوبوشون على موقع أول موفي (الإنجليزية)
- جاك أوبوشون على موقع قاعدة بيانات برودواي على الإنترنت (الإنجليزية)
- جاك أوبوشون على موقع قاعدة بيانات الأفلام السويدية (السويدية)
- جاك أوبوشون على موقع قاعدة بيانات الفيلم (الإنجليزية)
- جاك أوبوشون على موقع كينوبويسك (الروسية)